# Renault 30
Renault 30 eller R30 var en øvre mellemklassebil fra Renault introduceret i foråret 1975 på Geneve Motor Show.
Modellen var Renaults første egenudviklede bilmodel med seks cylindre efter 2. verdenskrig og blev bygget mellem marts 1975 og januar 1984. Identisk, men med firecylindret motor, var Renault 20.

## Generelt
Slagvolumet på den i samarbejde med Peugeot og Volvo udviklede PRV-V6-motor var 2664 cm³. I starten havde motoren en effekt på 131 hk.
I starten fandtes bilen kun i versionen R30 TS med servostyring, el-ruder foran og elektromagnetisk centrallåsesystem. Formkonceptet som combi coupé og enkelte andre detaljer havde modellen overtaget fra forgængeren Renault 16, så man kunne f.eks. forskyde og udtage bagsædet. Det variable bagagerum kunne udvides til 1500 liter.
I oktober 1978 introduceredes som ny topmodel Renault 30 TX med Bosch-indsprøjtningsanlæg i stedet for den hidtidige karburator, hvilket gav motoren en effekt på 143 hk.
I februar 1982 kom med R30 TurboD en udgave til langturskørere med en 2,1-liters turbodieselmotor med 86 hk. Det var eneste firecylindrede motor i R30-programmet, som på hjemmemarkedet Frankrig også blev benyttet i Renault 20.

## Udvikling
Udviklingen af Renault 30 begyndte allerede i 1960'erne. I sommeren 1961 introduceredes minibilen Renault 4 og i starten af 1965 mellemklassebilen Renault 16. Begge modeller havde et vigtigt kendetegn: en stor variabilitet gennem en stor bagklap.
Allerede i slutningen af 1960'erne skulle modelprogrammet have været udvidet med en luksusbil med V8-motor. Dog fortsatte udviklingen frem til starten af 1970'erne, hvor Renault 30 opstod af projekt P127. Modellen fik dog V6- i stedet for V8-motor.

## Produktionstal
I ni år blev der samlet set bygget ca. 145.000 eksemplarer af R30 på fabrikken i Sandouville ved Le Havre.
I foråret 1984 blev såvel R30 som R20 afløst af Renault 25.

## Modeller
| Model                         | Cylindre | Slagvolume cm³ | Max. effekt kW (hk) / omdr. | Fødesystem                  | Byggeår     |
| ----------------------------- | -------- | -------------- | --------------------------- | --------------------------- | ----------- |
| Renault 30 TS (type 1273)     | V6       | 2664           | 96 (131)                    | Karburator                  | 1975 − 1976 |
| Renault 30 TS (type 1275)     | V6       | 2664           | 93 (126) / 94 (128)         | Karburator                  | 1976 − 1982 |
| Renault 30 TX (type 1278)     | V6       | 2664           | 105 (143)                   | Indsprøjtning               | 1978 − 1984 |
| Renault 30 TurboD (type 1270) | R4       | 2068           | 63 (86)                     | Turbodiesel med intercooler | 1982 − 1984 |